# 大華寺 (いわき市)
大華寺（たいけじ）は、福島県いわき市に所在する日蓮正宗の寺院。山号は栄唱山（えいしょうさん）。

## 起源と歴史
- 1890年（明治23年） - 説教所として建立される。開基は日蓮正宗大石寺第56世法主日応。
- 1899年（明治32年）11月11日 - 千葉市の真光寺塔中の好円坊の寺籍を移す。
- 1909年（明治42年）2月2日 - 大越地区に移転する。
- 1974年（昭和49年）12月12日 - 寺号公称する。
- 1978年（昭和53年）12月22日 - 現在地に移転

## 所在地
- 福島県いわき市平中山字下ノ内82-2

## 寺院周辺
- いわき市立郷ヶ丘小学校

## 交通アクセス
- 常磐線いわき駅より車で15分。